# Lilly von Mallinckrodt-Schnitzler
Lilly Bertha Dorothea von Mallinckrodt-Schnitzler (geboren am 25. Juni 1889 in Köln; gestorben am 26. Juni 1981 in Murnau) war eine deutsche Kunstsammlerin und Mäzenin.

## Leben
Lilly von Mallinckrodt war die Tochter des rheinischen Industriemagnaten Wilhelm Arnold von Mallinckrodt (1864–1930) und dessen Frau Eugenie, geborene Günther. Im Jahr 1910 heiratete sie in Antwerpen Georg von Schnitzler (1884–1962) aus der Kölner Bankiersfamilie Schnitzler. Im selben Jahr brachte Lilly die Tochter Lilo von Schnitzler (1910–2008), 1918 die Tochter Gabrielle von Schnitzler († 2017) zur Welt. Ab 1920 lebte sie mit ihrem Mann, der in den Vorstand der Farbwerke Hoechst berufen worden war, in Frankfurt am Main. Ihre Villa am Westendplatz entwickelte sich zu einem von zahlreichen Künstlern und Persönlichkeiten des kulturellen Lebens frequentierten Salon der Stadt.
Hier lernte sie um 1922 den Künstler Max Beckmann kennen, dessen Bilder sie fortan sammelte und ihn auch anderweitig förderte. Sie plante für ihn unter anderem 1931 eine Ausstellung in Paris. 1924 war sie Mitinitiatorin der Europäischen Revue, welche sie auch redaktionell betreute. Die Revue erschien ab 1925, geriet aber 1933 unter Kontrolle der Ideologie des Nationalsozialismus. In dieser Zeit will sie als Mitarbeiterin der Revue – wenn auch vergeblich – versucht haben, die NS-Kulturpolitik mit der modernen Kunst zu versöhnen. Mit dem NS-nahen Staatsrechtler Carl Schmitt stand sie in ausführlichem Briefkontakt. 
Ihr Mann war seit 1925 Vorstandsmitglied der IG Farben gewesen. 1945 wurde er inhaftiert und als Kriegsverbrecher verurteilt. Ihre Villa war bei den Luftangriffen auf Frankfurt am Main zerstört worden. Lilly von Schnitzler bezog eine Wohnung in der Stresemannallee in Sachsenhausen. Nach Verbüßung seiner Haft kam ihr Mann 1949 frei. Das Paar zog sich in den Ruhestand zurück, den sie abwechselnd in der Frankfurter Wohnung und in ihrem Sommersitz in Murnau verbrachten.

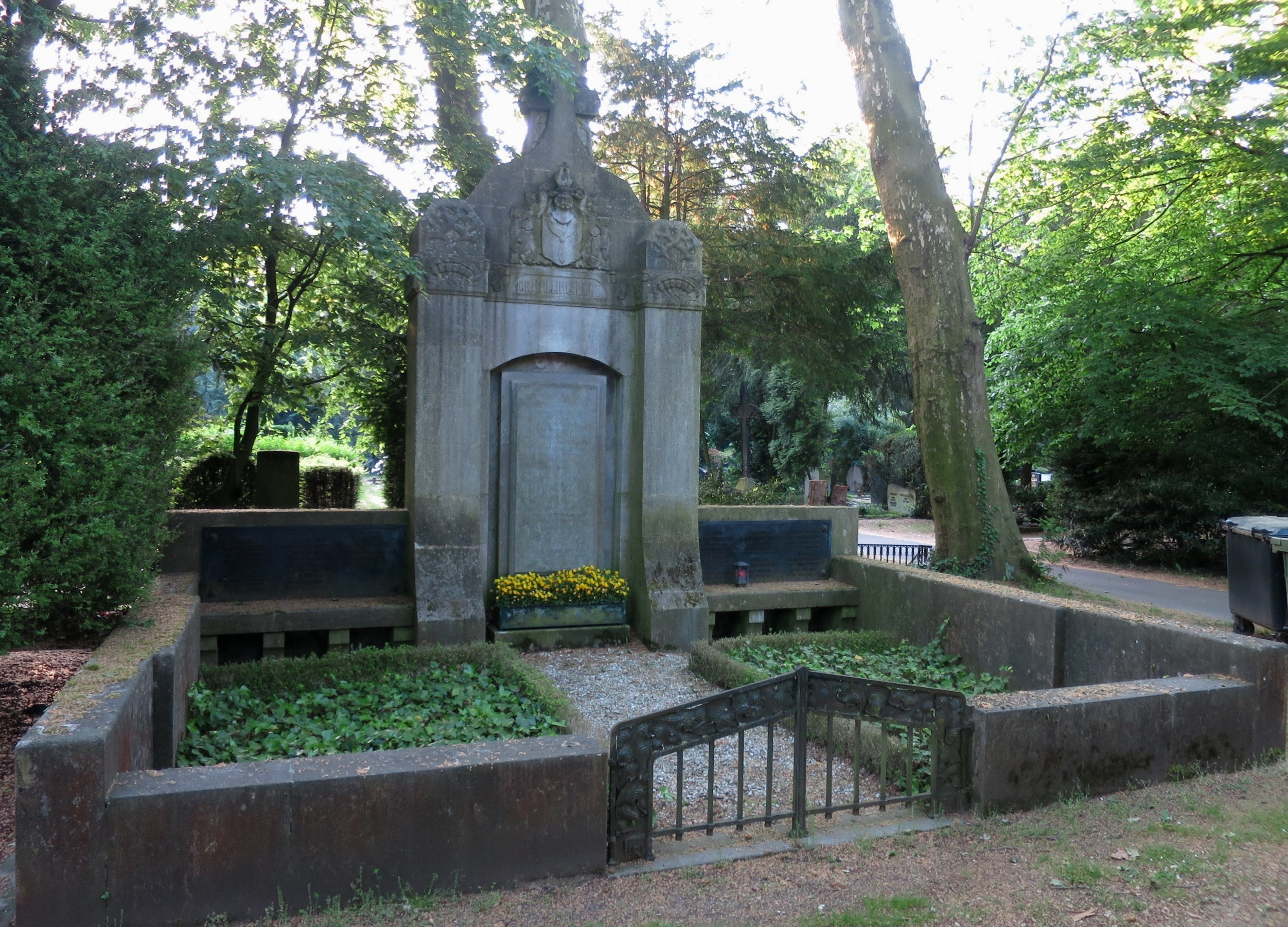
Familiengrab von Mallinckrodt (Friedhof Melaten)

Nach Beckmanns Tod 1951 war sie Begründerin und Geldgeberin der Max Beckmann Gesellschaft, unter anderem zur Förderung junger Künstler. Diese wurde 1984, wenige Jahre nach ihrem Tod, wieder aufgelöst. Weiter beteiligte sie sich finanziell am Wiederaufbau des Städel-Museums (bis 1963) und stellte ab 1957 ihre umfangreiche Beckmann-Sammlung dem Wallraf-Richartz-Museum als Dauerleihgabe (Legat Georg und Lilly von Schnitzler) zur Verfügung. Diese Bilder wurden später an das Museum Ludwig in Köln vergeben.
Die Eheleute von Schnitzler sind im Grab der Familie von Mallinckrodt auf dem Kölner Friedhof Melaten (HWG Nr. 105/106) beigesetzt.